# Platycephalus richardsoni
Platycephalus richardsoni är en fiskart som beskrevs av François Louis Nompar de Caumont de Laporte 1872. Platycephalus richardsoni ingår i släktet Platycephalus och familjen Platycephalidae. Inga underarter finns listade i Catalogue of Life.